# Grasshopper Club Zürich 2018-2019
Questa voce raccoglie le informazioni riguardanti il Grasshopper Club Zürich nelle competizioni ufficiali della stagione 2018-2019.

## Stagione
Nella stagione 2018-2019 il Grasshoppers, allenato da Thorsten Fink, Tommy Stipić e Ulrich Forte, concluse il campionato di Super League al 10º posto. In Coppa Svizzera il Grasshoppers fu eliminato al secondo turno dal Stade Nyonnais.

## Rosa
| N. |                       | Ruolo | Calciatore             |
| -- | --------------------- | ----- | ---------------------- |
| 1  | Austria (bandiera)    | P     | Heinz Lindner          |
| 3  | Perù (bandiera)       | D     | Jean-Pierre Rhyner     |
| 4  | Brasile (bandiera)    | D     | Nathan Cardoso         |
| 5  | Serbia (bandiera)     | D     | Aleksandar Cvetković   |
| 6  | Kosovo (bandiera)     | C     | Gjelbrim Tahipi        |
| 7  | Islanda (bandiera)    | C     | Rúnar Már Sigurjónsson |
| 8  | Croazia (bandiera)    | C     | Marko Bašić            |
| 9  | Austria (bandiera)    | A     | Marco Djuričin         |
| 10 | Francia (bandiera)    | C     | Yoric Ravet            |
| 11 | Svizzera (bandiera)   | C     | Mersim Asllani         |
| 13 | Francia (bandiera)    | D     | Anthony Goelzer        |
| 15 | Mali (bandiera)       | A     | Aly Mallé              |
| 16 | Portogallo (bandiera) | D     | Euclides Cabral        |
| 17 | Svizzera (bandiera)   | C     | Robin Kamber           |
| 18 | Svizzera (bandiera)   | C     | Meriton Kastrati       |
| 19 | Svizzera (bandiera)   | A     | Aimery Pinga           |
| 20 | Svizzera (bandiera)   | D     | Baba Souare            |

| N. |                               | Ruolo | Calciatore      |
| -- | ----------------------------- | ----- | --------------- |
| 20 | Belgio (bandiera)             | A     | Julien N'Goy    |
| 21 | Svizzera (bandiera)           | A     | Shani Tarashaj  |
| 22 | Svizzera (bandiera)           | D     | Cédric Zesiger  |
| 23 | Albania (bandiera)            | D     | Arlind Ajeti    |
| 24 | Albania (bandiera)            | C     | Bujar Lika      |
| 25 | Brasile (bandiera)            | C     | Caiuby          |
| 27 | Svizzera (bandiera)           | P     | Mateo Matic     |
| 28 | Svizzera (bandiera)           | C     | Petar Pusic     |
| 29 | Francia (bandiera)            | C     | Djibril Diani   |
| 30 | Albania (bandiera)            | C     | Nedim Bajrami   |
| 31 | Macedonia del Nord (bandiera) | A     | Amel Rustemoski |
| 32 | Svizzera (bandiera)           | D     | Serge Müller    |
| 33 | Svizzera (bandiera)           | C     | Mergim Bajrami  |
| 34 | Svizzera (bandiera)           | D     | Allan Arigoni   |
| 35 | Macedonia del Nord (bandiera) | C     | Nikola Gjorgjev |
| 36 | Svizzera (bandiera)           | P     | Amir Saipi      |

## Organigramma societario
Area tecnica
- Allenatore: Ulrich Forte
- Allenatore in seconda: Zoltan Kadar
- Preparatore dei portieri: Christoph Born
- Preparatori atletici:

## Calciomercato

### Sessione estiva
| Acquisti | Acquisti               | Acquisti       | Acquisti |
| R.       | Nome                   | da             | Modalità |
| -------- | ---------------------- | -------------- | -------- |
| A        | Julien N'Goy           | Stoke City     |          |
| A        | Aimery Pinga           | Sion           |          |
| D        | Nathan Cardoso         | Palmeiras      |          |
| A        | Shani Tarashaj         | Everton        |          |
| P        | Lars Hunn              | Aarau          |          |
| D        | Nemanja Antonov        | Partizan       |          |
| A        | Nabil Bahoui           | AIK            |          |
| C        | Nikola Gjorgjev        | Aarau          |          |
| C        | Raphael Holzhauser     | Austria Vienna |          |
| C        | Robin Kamber           | Vaduz          |          |
| P        | Mateo Matic            | Sciaffusa      |          |
| A        | Ridge Munsy            | Erzgebirge Aue |          |
| C        | Charles Pickel         | Sciaffusa      |          |
| P        | Mirko Salvi            | Basilea        |          |
| C        | Rúnar Már Sigurjónsson | San Gallo      |          |

| Cessioni | Cessioni        | Cessioni               | Cessioni |
| R.       | Nome            | a                      | Modalità |
| -------- | --------------- | ---------------------- | -------- |
| C        | Charles Pickel  | Neuchâtel Xamax        |          |
| C        | Lucas Andersen  | Aalborg                |          |
| A        | Ridge Munsy     | Erzurumspor            |          |
| P        | Vaso Vasić      | Apollōn Smyrnīs        |          |
| A        | Albion Avdijaj  | Debrecen               |          |
| D        | Sadik Vitija    | Vaduz                  |          |
| P        | Mirko Salvi     | Lucerna                |          |
| D        | Emil Bergström  | Rubin                  |          |
| A        | Marco Djuričin  | Salisburgo             |          |
| C        | Michal Faško    | Eintracht Braunschweig |          |
| A        | Sherko Karim    | Grasshoppers II        |          |
| A        | Kenan Kodro     | Magonza                |          |
| D        | Trent Sainsbury | Jiangsu Suning         |          |

### Sessione invernale
| Acquisti | Acquisti        | Acquisti             | Acquisti |
| R.       | Nome            | da                   | Modalità |
| -------- | --------------- | -------------------- | -------- |
| D        | Baba Souare     | Servette             |          |
| C        | Caiuby          | Augusta              |          |
| C        | Yoric Ravet     | Friburgo             |          |
| D        | Anthony Goelzer | Valenciennes         |          |
| C        | Mersim Asllani  | Losanna              |          |
| D        | Euclides Cabral | Sporting Lisbona U19 |          |
| A        | Aly Mallé       | Udinese              |          |

| Cessioni | Cessioni          | Cessioni        | Cessioni |
| R.       | Nome              | a               | Modalità |
| -------- | ----------------- | --------------- | -------- |
| C        | Giotto Morandi    | Sciaffusa       |          |
| A        | Nabil Bahoui      | De Graafschap   |          |
| A        | Nikola Sukacev    | Kriens          |          |
| D        | Numa Lavanchy     | Lugano          |          |
| A        | Jeffrén           | AEK Larnaca     |          |
| D        | Souleyman Doumbia | Rennes          |          |
| P        | Lars Hunn         | Rapperswil-Jona |          |

## Risultati

### Super League

#### Prima fase, girone di andata
| Arbitro: | Bieri |

|                            |           |  |
| Sulejmani 69’ Ngamaleu 86’ | Marcatori |  |

| Arbitro: | Klossner |

|  |           |                     |
|  | Marcatori | 47’ Winter 62’ Odey |

| Arbitro: | Schärer |

|                                                 |           |                         |
| Zuffi 8’ Frei 40’ Ajeti 64’ van Wolfswinkel 68’ | Marcatori | 72’ Bahoui 87’ Djuričin |

| Arbitro: | Tschudi |

|                        |           |                           |
| Ceesay 35’ (rig.), 57’ | Marcatori | 75’ Cardoso 90’ Cvetković |

| Arbitro: | Fähndrich |

|                 |           |            |
| Bahoui 49’, 82’ | Marcatori | 61’ Djitté |

| Arbitro: | Jaccottet |

|                       |           |               |
| Eleke 84’ Schürpf 90’ | Marcatori | 4’ Holzhauser |

| Arbitro: | Schnyder |

|                             |           |             |
| Djuričin 36’, 63’ Pinga 65’ | Marcatori | 67’ Nuzzolo |

| Arbitro: | Erlachner |

|  |           |                       |
|  | Marcatori | 88’ Sutter 90’ Fatkič |

| Arbitro: | Millot |

|                   |           |                   |
| Barnetta 60’, 78’ | Marcatori | 22’ (aut.) Sierro |

#### Prima fase, girone di ritorno
| Arbitro: | Schnyder |

|                                         |           |            |
| Čovilo 11’ (aut.) Holzhauser 21’ (rig.) | Marcatori | 6’ Bottani |

| Sion 21 ottobre 2018, ore 16:00 CEST 11ª giornata | Sion     | 0 – 0 referto | Grasshoppers | Stade Tourbillon (9 100 spett.)\| Arbitro: \| Klossner \| |
| Arbitro:                                          | Klossner |               |              |                                                           |

| Arbitro: | Bieri |

|            |           |                                          |
| Rhyner 85’ | Marcatori | 6’ Zuffi 11’ Balanta 17’ van Wolfswinkel |

| Arbitro: | Tschudi |

|  |           |                                           |
|  | Marcatori | 51’ Hoarau 55’ Fassnacht 82’ (aut.) Diani |

| Arbitro: | Fähndrich |

|                  |           |                                 |
| Nuzzolo 69’, 87’ | Marcatori | 30’ N'Goy 59’ Bajrami 65’ Pinga |

| Arbitro: | Schärer |

|                      |           |              |
| N'Goy 3’ Bajrami 14’ | Marcatori | 56’ Barnetta |

| Arbitro: | Schnyder |

|                      |           |  |
| Khelifi 52’ Odey 84’ | Marcatori |  |

| Arbitro: | Fähndrich |

|                       |           |                            |
| Bajrami 11’ N'Goy 34’ | Marcatori | 2’, 79’ Eleke 18’ Ćirković |

| Arbitro: | Tschudi |

|             |           |  |
| Hediger 85’ | Marcatori |  |

#### Seconda fase, girone di andata
| Arbitro: | Klossner |

|  |           |                                         |
|  | Marcatori | 19’, 36’, 73’ van Wolfswinkel 76’ Ajeti |

| Arbitro: | Jaccottet |

|                                            |           |                       |
| Kharabadze 7’ Maxsø 80’ Lindner 85’ (aut.) | Marcatori | 38’ (rig.) Holzhauser |

| Arbitro: | Erlachner |

|  |           |         |
|  | Marcatori | 33’ Dié |

| Arbitro: | Tschudi |

|               |           |           |
| Stillhart 13’ | Marcatori | 19’ Ajeti |

| Arbitro: | San |

|           |           |                                           |
| Ajeti 50’ | Marcatori | 16’ Schulz 23’ Schneuwly 54’ (aut.) Ajeti |

| Arbitro: | Dudic |

|  |           |         |
|  | Marcatori | 90’ Sow |

| Arbitro: | Tschudi |

|                         |           |  |
| Uldriķis 21’ Kasami 30’ | Marcatori |  |

| Arbitro: | Klossner |

|              |           |               |
| Djuričin 13’ | Marcatori | 45’ Carlinhos |

| San Gallo 3 aprile 2019, ore 20:00 CEST 27ª giornata | San Gallo | 0 – 0 referto | Grasshoppers | Kybunpark (11 683 spett.)\| Arbitro: \| Bieri \| |
| Arbitro:                                             | Bieri     |               |              |                                                  |

#### Seconda fase, girone di ritorno
| Arbitro: | Erlachner |

|           |           |            |
| Ravet 48’ | Marcatori | 30’ Ceesay |

| Basilea 13 aprile 2019, ore 19:00 CEST 29ª giornata | Basilea | 0 – 0 referto | Grasshoppers | St. Jakob-Park (22 004 spett.)\| Arbitro: \| Schärer \| |
| Arbitro:                                            | Schärer |               |              |                                                         |

| Arbitro: | San |

|                     |           |               |
| Djuričin 90’ (rig.) | Marcatori | 90’ Spielmann |

| Arbitro: | Jaccottet |

|             |           |          |
| Nuzzolo 75’ | Marcatori | 8’ N'Goy |

| Arbitro: | Bieri |

|  |           |              |
|  | Marcatori | 59’ Barnetta |

| Arbitro: | Dudic |

|                                            |           |  |
| Eleke 25’, 63’ Vargas 28’ Diani 66’ (aut.) | Marcatori |  |

| Arbitro: | Tschudi |

|                                                       |           |           |
| Assalé 23’, 32’ Gaudino 38’ Nsame 47’ Hoarau 73’, 88’ | Marcatori | 63’ Pusic |

| Arbitro: | Dudic |

|  |           |                         |
|  | Marcatori | 13’, 43’, 84’ Itaitinga |

| Arbitro: | Klossner |

|                                  |           |                                    |
| Sadiku 39’ Bottani 47’ Brlek 86’ | Marcatori | 44’ Zesiger 61’ N'Goy 70’ Djuričin |

### Coppa Svizzera
| Arbitro: | Jaccottet |

|  |           |                       |
|  | Marcatori | 32’ Pinga 48’ Jeffrén |

| Arbitro: | Fähndrich |

|                                    |           |             |
| Chentouf 4’ Fargues 67’ Mobulu 90’ | Marcatori | 7’ Djuričin |

## Statistiche

### Statistiche di squadra
| Competizione   | Punti | In casa | In casa | In casa | In casa | In casa | In casa | In trasferta | In trasferta | In trasferta | In trasferta | In trasferta | In trasferta | Totale | Totale | Totale | Totale | Totale | Totale | DR  |
| Competizione   | Punti | G       | V       | N       | P       | Gf      | Gs      | G            | V            | N            | P            | Gf           | Gs           | G      | V      | N      | P      | Gf     | Gs     | DR  |
| -------------- | ----- | ------- | ------- | ------- | ------- | ------- | ------- | ------------ | ------------ | ------------ | ------------ | ------------ | ------------ | ------ | ------ | ------ | ------ | ------ | ------ | --- |
| Super League   | 25    | 18      | 4       | 3       | 11      | 16      | 33      | 18           | 1            | 7            | 10           | 16           | 38           | 36     | 5      | 10     | 21     | 32     | 71     | -39 |
| Coppa Svizzera | -     | 0       | 0       | 0       | 0       | 0       | 0       | 2            | 1            | 0            | 1            | 3            | 3            | 2      | 1      | 0      | 1      | 3      | 3      | 0   |
| Totale         | 25    | 18      | 4       | 3       | 11      | 16      | 33      | 20           | 2            | 7            | 11           | 19           | 41           | 38     | 6      | 10     | 22     | 35     | 74     | -39 |

### Andamento in campionato
| Giornata  | 1 | 2  | 3  | 4  | 5 | 6 | 7 | 8 | 9  | 10 | 11 | 12 | 13 | 14 | 15 | 16 | 17 | 18 | 19 | 20 | 21 | 22 | 23 | 24 | 25 | 26 | 27 | 28 | 29 | 30 | 31 | 32 | 33 | 34 | 35 | 36 |
| --------- | - | -- | -- | -- | - | - | - | - | -- | -- | -- | -- | -- | -- | -- | -- | -- | -- | -- | -- | -- | -- | -- | -- | -- | -- | -- | -- | -- | -- | -- | -- | -- | -- | -- | -- |
| Luogo     | T | C  | T  | T  | C | T | C | C | T  | C  | T  | C  | C  | T  | C  | T  | C  | T  | C  | T  | C  | T  | C  | C  | T  | C  | T  | C  | T  | C  | T  | C  | T  | T  | C  | T  |
| Risultato | P | P  | P  | N  | V | P | V | P | P  | V  | N  | P  | P  | V  | V  | P  | P  | P  | P  | P  | P  | N  | P  | P  | P  | N  | N  | N  | N  | N  | N  | P  | P  | P  | P  | N  |
| Posizione | 9 | 10 | 10 | 10 | 9 | 9 | 8 | 8 | 10 | 9  | 9  | 9  | 10 | 9  | 8  | 9  | 9  | 9  | 9  | 9  | 10 | 10 | 10 | 10 | 10 | 10 | 10 | 10 | 10 | 10 | 10 | 10 | 10 | 10 | 10 | 10 |

Legenda:

Luogo: C = Casa; T = Trasferta. Risultato: V = Vittoria; N = Pareggio; P = Sconfitta.

### Statistiche dei giocatori
| Giocatore       | Super League | Super League | Super League | Super League | Coppa Svizzera | Coppa Svizzera | Coppa Svizzera | Coppa Svizzera | Totale   | Totale | Totale      | Totale     |
| Giocatore       | Presenze     | Reti         | Ammonizioni  | Espulsioni   | Presenze       | Reti           | Ammonizioni    | Espulsioni     | Presenze | Reti   | Ammonizioni | Espulsioni |
| --------------- | ------------ | ------------ | ------------ | ------------ | -------------- | -------------- | -------------- | -------------- | -------- | ------ | ----------- | ---------- |
| A. Ajeti        | 16           | 2            | 3            | 1            | 0              | 0              | 0              | 0              | 16       | 2      | 3           | 1          |
| L. Andersen     | 4            | 0            | 0            | 0            | 1              | 0              | 0              | 0              | 5        | 0      | 0           | 0          |
| A. Arigoni      | 1            | 0            | 1            | 0            | 0              | 0              | 0              | 0              | 1        | 0      | 1           | 0          |
| M. Asllani      | 7            | 0            | 2            | 0            | 0              | 0              | 0              | 0              | 7        | 0      | 2           | 0          |
| N. Bahoui       | 17           | 3            | 2            | 0            | 2              | 0              | 0              | 0              | 19       | 3      | 2           | 0          |
| M. Bajrami      | 3            | 0            | 0            | 0            | 0              | 0              | 0              | 0              | 3        | 0      | 0           | 0          |
| N. Bajrami      | 33           | 3            | 4            | 0            | 2              | 0              | 0              | 0              | 35       | 3      | 4           | 0          |
| M. Bašić        | 7            | 0            | 2            | 1            | 0              | 0              | 0              | 0              | 7        | 0      | 2           | 1          |
| E. Cabral       | 6            | 0            | 1            | 0            | 0              | 0              | 0              | 0              | 6        | 0      | 1           | 0          |
| C. Caiuby       | 9            | 0            | 2            | 0            | 0              | 0              | 0              | 0              | 9        | 0      | 2           | 0          |
| N. Cardoso      | 9            | 1            | 1            | 0            | 1              | 0              | 1              | 0              | 10       | 1      | 2           | 0          |
| A. Cvetković    | 27           | 1            | 2            | 0            | 1              | 0              | 0              | 0              | 28       | 1      | 2           | 0          |
| D. Diani        | 22           | 0            | 7            | 1            | 0              | 0              | 0              | 0              | 22       | 0      | 7           | 1          |
| M. Djuričin     | 23           | 6            | 6            | 0            | 1              | 1              | 0              | 0              | 24       | 7      | 6           | 0          |
| S. Doumbia      | 15           | 0            | 4            | 1            | 1              | 0              | 0              | 0              | 16       | 0      | 4           | 1          |
| N. Gjorgjev     | 4            | 0            | 1            | 0            | 0              | 0              | 0              | 0              | 4        | 0      | 1           | 0          |
| A. Goelzer      | 6            | 0            | 0            | 0            | 0              | 0              | 0              | 0              | 6        | 0      | 0           | 0          |
| R. Holzhauser   | 21           | 3            | 6            | 0            | 1              | 0              | 0              | 0              | 22       | 3      | 6           | 0          |
| J. Jeffrén      | 10           | 0            | 1            | 0            | 1              | 1              | 0              | 0              | 11       | 1      | 1           | 0          |
| R. Kamber       | 15           | 0            | 6            | 0            | 2              | 0              | 0              | 1              | 17       | 0      | 6           | 1          |
| M. Kastrati     | 1            | 0            | 0            | 0            | 0              | 0              | 0              | 0              | 1        | 0      | 0           | 0          |
| N. Lavanchy     | 14           | 0            | 4            | 0            | 1              | 0              | 0              | 0              | 15       | 0      | 4           | 0          |
| B. Lika         | 13           | 0            | 2            | 0            | 0              | 0              | 0              | 0              | 13       | 0      | 2           | 0          |
| H. Lindner      | 35           | 0            | 3            | 0            | 0              | 0              | 0              | 0              | 35       | 0      | 3           | 0          |
| A. Mallé        | 6            | 0            | 0            | 0            | 0              | 0              | 0              | 0              | 6        | 0      | 0           | 0          |
| M. Matic        | 1            | 0            | 0            | 0            | 2              | 0              | 0              | 0              | 3        | 0      | 0           | 0          |
| G. Morandi      | 1            | 0            | 0            | 0            | 0              | 0              | 0              | 0              | 1        | 0      | 0           | 0          |
| R. Munsy        | 1            | 0            | 0            | 0            | 0              | 0              | 0              | 0              | 1        | 0      | 0           | 0          |
| S. Müller       | 0            | 0            | 0            | 0            | 0              | 0              | 0              | 0              | 0        | 0      | 0           | 0          |
| J. N'Goy        | 22           | 5            | 0            | 0            | 1              | 0              | 0              | 0              | 23       | 5      | 0           | 0          |
| C. Pickel       | 1            | 0            | 0            | 0            | 0              | 0              | 0              | 0              | 1        | 0      | 0           | 0          |
| A. Pinga        | 19           | 2            | 2            | 0            | 2              | 1              | 1              | 0              | 21       | 3      | 3           | 0          |
| P. Pusic        | 21           | 1            | 2            | 0            | 2              | 0              | 0              | 0              | 23       | 1      | 2           | 0          |
| Y. Ravet        | 14           | 1            | 1            | 0            | 0              | 0              | 0              | 0              | 14       | 1      | 1           | 0          |
| J. Rhyner       | 20           | 1            | 4            | 0            | 2              | 0              | 0              | 0              | 22       | 1      | 4           | 0          |
| A. Rustemoski   | 5            | 0            | 0            | 0            | 0              | 0              | 0              | 0              | 5        | 0      | 0           | 0          |
| A. Saipi        | 0            | 0            | 0            | 0            | 0              | 0              | 0              | 0              | 0        | 0      | 0           | 0          |
| R. Sigurjónsson | 16           | 0            | 3            | 0            | 0              | 0              | 0              | 0              | 16       | 0      | 3           | 0          |
| B. Souare       | 0            | 0            | 0            | 0            | 0              | 0              | 0              | 0              | 0        | 0      | 0           | 0          |
| N. Sukacev      | 6            | 0            | 0            | 0            | 0              | 0              | 0              | 0              | 6        | 0      | 0           | 0          |
| G. Tahipi       | 16           | 0            | 2            | 0            | 2              | 0              | 0              | 0              | 18       | 0      | 2           | 0          |
| S. Tarashaj     | 9            | 0            | 1            | 0            | 0              | 0              | 0              | 0              | 9        | 0      | 1           | 0          |
| C. Zesiger      | 21           | 1            | 7            | 0            | 2              | 0              | 1              | 0              | 23       | 1      | 8           | 0          |